# Championnat de Namibie de football 1997-1998
Navigation
Édition 1992 Édition 1999
La saison 1997-1998 du Championnat de Namibie de football est la septième édition de la Premier League, le championnat de première division national namibien. Les équipes engagées sont regroupées au sein d'une poule unique où elles affrontent deux fois leurs adversaires, à domicile et à l'extérieur. En fin de saison, les deux derniers du classement sont relégués et remplacés par les deux meilleurs clubs de deuxième division.
C'est le Black Africa FC qui remporte la compétition cette saison après avoir terminé en tête du classement, avec sept points d'avance sur Civics FC et neuf sur Chief Santos FC. C'est le troisième titre de champion de Namibie de l'histoire du club.

## Participants
- Desert Rollers FC
- Life Fighters FC
- Young Ones FC
- African Stars FC
- Liverpool Okahandja
- Civics FC
- Blue Waters FC
- Oshakati City FC
- Tigers FC
- Black Africa FC
- Orlando Pirates Windhoek
- Chief Santos FC

## Compétition

### Classement
Le classement est établi sur le barème de points classique : victoire à 3 points, match nul à 1, défaite à 0.
| Rang | Équipe                   | Pts | J  | G  | N | P  | Bp | Bc | Diff |
| ---- | ------------------------ | --- | -- | -- | - | -- | -- | -- | ---- |
| 1    | Black Africa FC          | 46  | 22 | 13 | 7 | 2  | 49 | 27 | +22  |
| 2    | Civics FC                | 39  | 22 | 11 | 6 | 5  | 38 | 26 | +12  |
| 3    | Chief Santos FCC         | 37  | 22 | 12 | 1 | 9  | 42 | 27 | +15  |
| 4    | Young Ones FC            | 33  | 22 | 9  | 6 | 7  | 38 | 41 | -3   |
| 5    | Orlando Pirates Windhoek | 32  | 22 | 9  | 5 | 8  | 48 | 47 | +1   |
| 6    | Blue Waters FCT          | 30  | 22 | 8  | 6 | 8  | 33 | 33 | 0    |
| 7    | Tigers FC                | 29  | 22 | 7  | 8 | 7  | 19 | 17 | +2   |
| 8    | Life Fighters FC         | 28  | 22 | 7  | 7 | 8  | 32 | 35 | -3   |
| 9    | Oshakati City FC         | 28  | 22 | 8  | 4 | 10 | 23 | 42 | -19  |
| 10   | African Stars FC         | 24  | 22 | 6  | 6 | 10 | 30 | 30 | 0    |
| 11   | Liverpool Okahandja      | 23  | 22 | 6  | 5 | 11 | 33 | 37 | -4   |
| 12   | Desert Rollers FC        | 14  | 22 | 3  | 5 | 14 | 23 | 46 | -23  |

|  | Champion de Namibie 1997-1998                                                           |
|  | Relégation en deuxième division                                                         |
|  | T : Tenant du titre C : Vainqueur de la Coupe de Namibie P : Promu de deuxième division |

## Bilan de la saison
| Championnat de Namibie de football 1997-1998                        |                            |
| Champion                                                            | Black Africa FC (3e titre) |
| Coupes et trophées                                                  |                            |
| Vainqueur de la Coupe de Namibie 1997-1998                          | Chief Santos FC            |
| Qualifications continentales                                        |                            |
| Ligue des champions de la CAF 1999                                  | Aucun                      |
| Coupe d'Afrique des vainqueurs de coupe de football 1999            | Aucun                      |
| Coupe de la CAF 1999                                                | Aucun                      |
| Promotions et relégations                                           |                            |
| Promus en Championnat de Namibie de football                        | Chelsea FC Grootfontein    |
| Promus en Championnat de Namibie de football                        | Golden Bees FC             |
| Relégués en Championnat de Namibie de football de deuxième division | Liverpool Okahandja        |
| Relégués en Championnat de Namibie de football de deuxième division | Desert Rollers FC          |